# Amabie

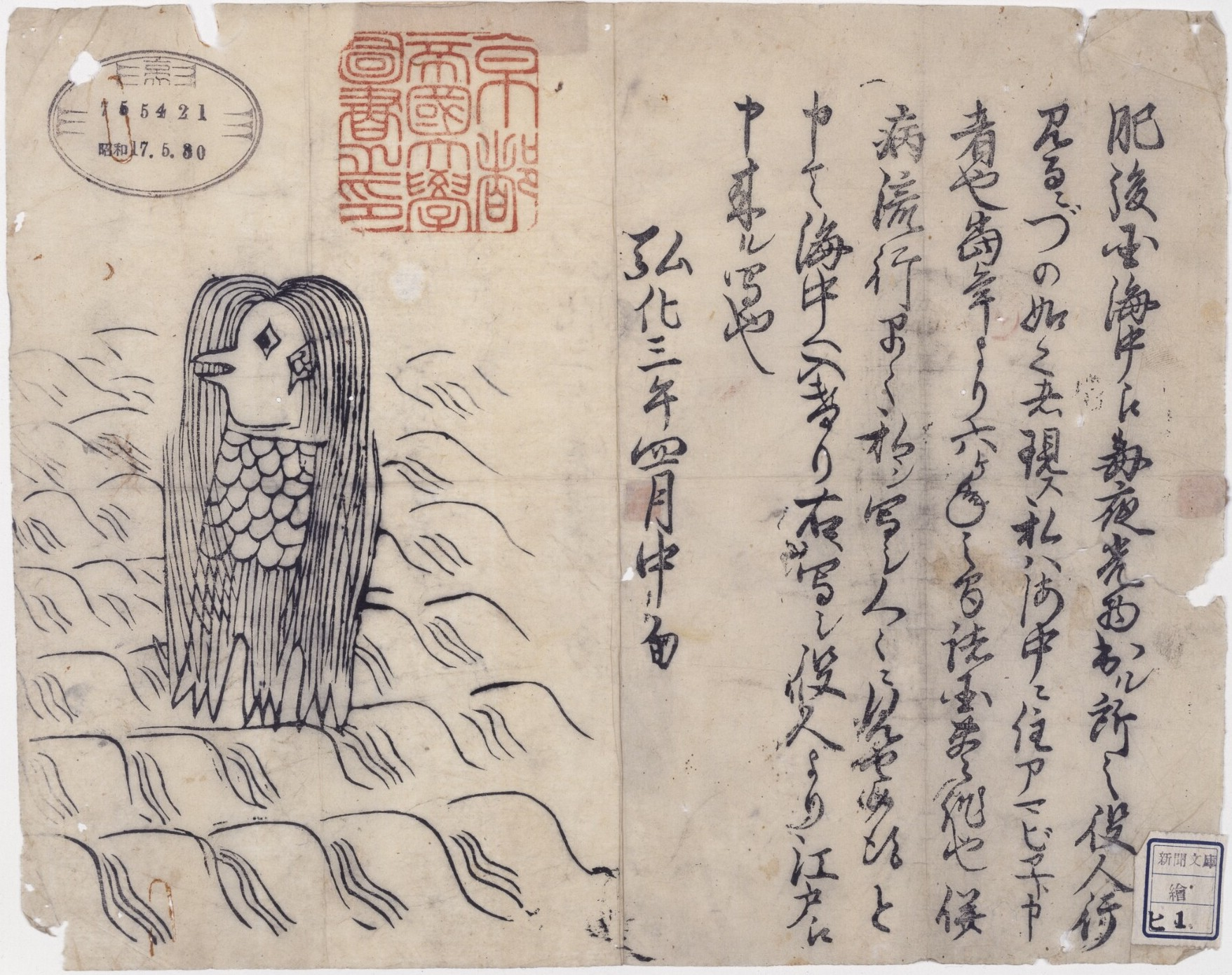
En amabie tecknad på ett träblock från sen Edoperiod.

Amabie (アマビエ) är, enligt en japansk legend, en sjöjungfru eller havsman med tre ben, som sägs stiga upp från havet och antingen är ett tecken på en kommande riklig skörd eller en epidemi.
Amabie verkar vara en variant av amabiko (アマビコ, 海彦, 尼彦, 天日子, 天彦, あま彦, även amahiko), också känd som amahiko-nyūdo (尼彦入道) och arie (アリエ), vilka avbildas apliknande, fågelliknande eller bläckfiskliknande och oftast med tre ben.